# Izrok
Izrok (em cirílico: Изрок) é uma vila da Sérvia localizada no município de Tutin, pertencente ao distrito de Ráscia, na região de Ráscia e Sanjaco. A sua população era de 124 habitantes segundo o censo de 2011.

## Demografia
| 1948 | 1953 | 1961 | 1971 | 1981 | 1991 | 2002 | 2011 |
| ---- | ---- | ---- | ---- | ---- | ---- | ---- | ---- |
| 118  | 132  | 128  | 113  | 123  | 112  | 107  | 124  |